# Marrubium incanum
Il marrubio bianco (Marrubium incanum Desr.) è una specie erbacea perenne della famiglia delle Lamiaceae.
Cresce nel Mediterraneo orientale fino ai 1200 m s.l.m., soprattutto in terreni aridi e rocciosi.